# Jean-Philippe Roy
Jean-Philippe Roy (ur. 18 lutego 1979 w Rimouski) – kanadyjski narciarz alpejski.

## Kariera
Po raz pierwszy na arenie międzynarodowej Jean-Philippe Roy pojawił się 15 grudnia 1994 roku w Stoneham, gdzie w zawodach FIS Race w gigancie zajął 27. miejsce. W 1998 roku wystąpił na mistrzostwach świata juniorów w Megève, gdzie jego najlepszym wynikiem było siedemnaste miejsce w gigancie. Na rozgrywanych rok później mistrzostwach świata juniorów w Pra Loup był między innymi piąty w slalomie i dziesiąty w gigancie.
W zawodach Pucharu Świata zadebiutował w 31 października 1999 roku w Tignes, gdzie nie zakwalifikował się do drugiego przejazdu w gigancie. Pierwsze pucharowe punkty wywalczył niecały rok później, 29 października 2000 roku w Sölden, zajmując 27. miejsce w tej samej konkurencji. Nigdy nie stanął na podium zawodów pucharowych; był między innymi piąty w gigancie 21 grudnia 2004 roku w Alta Badia. Najlepsze wyniki osiągał w sezonie 2004/2005, kiedy zajął 64. miejsce w klasyfikacji generalnej, a klasyfikacji giganta zajął 24. pozycję.
Kilkukrotnie startował na mistrzostwach świata, najlepszy wynik osiągając podczas mistrzostw świata w Åre, zajmując siódme miejsce w gigancie. Był też między innymi ósmy w kombinacji na rozgrywanych w 2001 roku mistrzostwach świata w St. Anton. W międzyczasie wystartował na igrzyskach olimpijskich w Salt Lake City, gdzie jego najlepszym wynikiem było ósme miejsce w kombinacji. Brał także udział w igrzyskach olimpijskich w Turynie w 2006 roku, jednak nie ukończył ani slalomu, ani giganta. Wielokrotnie zdobywał medale mistrzostw Kanady, w tym złote w gigancie w latach 2000, 2001, 2002 i 2004 oraz slalomie w 2000 roku.

## Osiągnięcia

### Igrzyska olimpijskie
| Miejsce | Dzień     | Rok  | Miejscowość    | Konkurencja | Czas biegu  | Strata  | Zwycięzca           |
| ------- | --------- | ---- | -------------- | ----------- | ----------- | ------- | ------------------- |
| 8.      | 13 lutego | 2002 | Salt Lake City | Kombinacja  | 3:17,56 min | +5,12 s | Kjetil André Aamodt |
| DNF     | 21 lutego | 2002 | Salt Lake City | Gigant      | 2:23,28 min | -       | Stephan Eberharter  |
| DNF     | 23 lutego | 2002 | Salt Lake City | Slalom      | 1:41,06 min | -       | Jean-Pierre Vidal   |
| DNF     | 20 lutego | 2006 | Turyn          | Gigant      | 2:35,00 min | -       | Benjamin Raich      |
| DNF     | 25 lutego | 2006 | Turyn          | Slalom      | 1:43,14 min | -       | Benjamin Raich      |

### Mistrzostwa świata
| Miejsce | Dzień     | Rok  | Miejscowość          | Konkurencja | Czas biegu  | Strata  | Zwycięzca            |
| ------- | --------- | ---- | -------------------- | ----------- | ----------- | ------- | -------------------- |
| 30.     | 12 lutego | 1999 | Vail                 | Gigant      | 2:19,31 min | +7,44 s | Lasse Kjus           |
| DNF1    | 14 lutego | 1999 | Vail                 | Slalom      | 1:42,12 min | -       | Kalle Palander       |
| 8.      | 5 lutego  | 2001 | St. Anton am Arlberg | Kombinacja  | 2:58,25 min | +8,15 s | Kjetil André Aamodt  |
| DNF2    | 8 lutego  | 2001 | St. Anton am Arlberg | Gigant      | 2:23,80 min | -       | Michael von Grünigen |
| DNF1    | 10 lutego | 2001 | St. Anton am Arlberg | Slalom      | 1:39,66 min | -       | Mario Matt           |
| 29      | 12 lutego | 2003 | Sankt Moritz         | Gigant      | 2:45,93 min | +5,34 s | Bode Miller          |
| DNS1    | 16 lutego | 2003 | Sankt Moritz         | Slalom      | 2:45,93 min | -       | Ivica Kostelić       |
| DNF2    | 9 lutego  | 2005 | Bormio               | Gigant      | 2:50,41 min | -       | Hermann Maier        |
| 7.      | 14 lutego | 2007 | Åre                  | Gigant      | 2:19,64 min | +1,45 s | Aksel Lund Svindal   |
| DNF1    | 13 lutego | 2009 | Val d’Isère          | Gigant      | 2:18,82 min | -       | Carlo Janka          |

### Mistrzostwa świata juniorów
| Miejsce | Dzień     | Rok  | Miejscowość | Konkurencja | Czas biegu  | Strata  | Zwycięzca             |
| ------- | --------- | ---- | ----------- | ----------- | ----------- | ------- | --------------------- |
| 24.     | 26 lutego | 1998 | Megève      | Zjazd       | 1:20,39 min | +1,66 s | Andreas Buder         |
| 43.     | 27 lutego | 1998 | Megève      | Supergigant | 1:27,52 min | +4,04 s | Freddy Rech           |
| 17.     | 28 lutego | 1998 | Megève      | Gigant      | 2:01,62 min | +2,81 s | Benjamin Raich        |
| DNF1    | 1 marca   | 1998 | Megève      | Slalom      | 1:23,06 min | -       | Benjamin Raich        |
| 40.     | 10 marca  | 1999 | Pra Loup    | Zjazd       | 1:08,50 min | +2,13 s | Klaus Kröll           |
| 35.     | 11 marca  | 1999 | Pra Loup    | Supergigant | 1:11,87 min | +2,68 s | Manfred Gstatter      |
| 10.     | 13 marca  | 1999 | Pra Loup    | Gigant      | 1:48,10 min | +0,83 s | Christoph Alster      |
| 5.      | 14 marca  | 1999 | Pra Loup    | Slalom      | 1:34,96 min | +0,81 s | Massimiliano Blardone |

### Puchar Świata

#### Miejsca w klasyfikacji generalnej
- sezon 2000/2001: 132.
- sezon 2001/2002: 58.
- sezon 2002/2003: 140.
- sezon 2003/2004: 103.
- sezon 2004/2005: 64.
- sezon 2005/2006: 96.
- sezon 2007/2008: 93.
- sezon 2008/2009: 81.
- sezon 2009/2010: 91.
- sezon 2010/2011: 135.
- sezon 2011/2012: 86.
- sezon 2012/2013: 120.

#### Miejsca na podium w zawodach
Roy nigdy nie stanął na podium zawodów PŚ.